# 里賈納山
71°27′S 165°45′E / 71.450°S 165.750°E
里賈納山是南極洲的山峰，位於維多利亞地，屬於埃弗雷特山脈的一部分，處於勒雷舍山西北面16公里，海拔高度2,080米，該山脈以美國海軍攝影師命名。